# Cộng hòa Anguilla
Cộng hòa Anguilla là một nhà nước độc lập không được công nhận tồn tại trong thời gian ngắn ngủi trên đảo Anguilla. Quốc gia này tồn tại từ ngày 11 tháng 7 năm 1967 cho đến ngày 19 tháng 3 năm 1969, khi quyền kiểm soát của Anh được tái lập trên lãnh thổ này.

## Bối cảnh
Ngày 27 tháng 2 năm 1967, Anh trao cho lãnh thổ Saint Christopher-Nevis-Anguilla tình trạng "quốc gia liên kết", với quyền thiết lập hiến pháp riêng và mức độ tự trị đáng kể. Nhiều người Anguilla đã kịch liệt phản đối việc tiếp tục tồn tại can thiệp chính trị đối với Saint Kitts, và vào ngày 30 tháng 5 (ngày nay được gọi là Ngày Anguilla), lực lượng anh ninh Saint Kitts đã bị trục xuất khỏi hòn đảo. Chính phủ lâm thời yêu cầu chính quyền Hoa Kỳ, nhưng đã bị từ chối. Ngày 11 tháng 7 năm 1967, một cuộc trưng cầu dân ý về việc Anguilla ly khai khỏi nhà nước non trẻ đã được tổ chức. Kết quả là 1.813 phiếu ủng hộ ly khai và 5 phiếu chống. Một tuyên bố độc lập (được viết chủ yếu bởi giáo sư Luật Harvard Roger Fisher) đã được đọc công khai trước quần chúng nhân dân bởi Walter Hodge.
Một hội đồng lập pháp riêng ngay lập tức được thành lập. Peter Adams được bầu làm Chủ tịch đầu tiên của Hội đồng đảo Anguilla, nhưng khi ông có ý định đưa Anguilla trở lại St. Kitts, ông đã bị phế truất và thay thế bởi Ronald Webster. Vào tháng 12 năm 1967, hai thành viên của Quốc hội Anh đã thảo ra một thỏa thuận tạm thời, theo đó trong vòng một năm, một quan chức Anh sẽ thực hiện quyền hành chính cơ bản cùng với Hội đồng Anguilla. Tony Lee nhận chức vụ này vào ngày 8 tháng 1 năm 1968, nhưng đến cuối nhiệm kỳ, không có thỏa thuận nào đạt được về tương lai lâu dài của việc quản lý hòn đảo.

## Tuyên bố nền cộng hòa
Vào ngày 6 tháng 2 năm 1969, Anguilla tổ chức một cuộc trưng cầu dân ý lần thứ hai với 1.739 ủng hộ và 4 phiếu phản đối việc trở lại liên kết với Saint Kitts. Ngày hôm sau Anguilla tự tuyên bố là một nước cộng hòa độc lập.
Webster một lần nữa giữ chức Chủ tịch. Một phái viên mới của Anh, William Whitlock, đến hòn đảo vào ngày 11 tháng 3 năm 1969 với đề xuất về một chính quyền lâm thời mới của Anh tại lãnh thổ này. Ông nhanh chóng bị trục xuất ngay trước mũi súng.

## Khôi phục quyền kiểm soát của Anh
Vào ngày 19 tháng 3 năm 1969, binh đoàn 300 thuộc Tiểu đoàn 2, Trung đoàn Nhảy dù, cộng với 22 Cảnh sát Thủ đô London đã hạ cánh một cách hòa bình bằng trực thăng từ 2 khinh hạm xuống hòn đảo, với danh nghĩa là để "lập lại trật tự". Webster đã chạy trốn khỏi hòn đảo, và cuối cùng phát biểu trước Đại hội đồng Liên Hợp Quốc rằng Anguilla nên có quyền tự quyết số phận của mình.
Tony Lee bị cách chức, trong khi Lord Caradon và Webster đưa ra Tuyên bố Bảy điểm. Về mặt hiệu quả, Anguilla được phép ly khai hoàn toàn khỏi Saint Kitts và Nevis, mặc dù phải đến ngày 19 tháng 12 năm 1980, Anguilla mới chính thức tách khỏi Saint Kitts và trở thành một thuộc địa riêng của Anh. Trong khi Saint Kitts và Nevis giành được độc lập hoàn toàn từ Vương quốc Anh vào năm 1983, Anguilla vẫn là một lãnh thổ hải ngoại của Anh.